# Pocillopora elegans
Espèce
Statut CITES
Pocillopora elegans est une espèce de coraux appartenant à la famille des Pocilloporidae.